# Cachito de cielo
Cachito de cielo es una telenovela mexicana producida por Giselle González y Roberto Gómez Fernández para Televisa en el 2012.
Protagonizada por Pedro Fernández y Maite Perroni, y con las participaciones antagónicas de Jorge Poza, Rafael Inclán, Cynthia Klitbo y Esmeralda Pimentel. Cuenta además con las actuaciones estelares de Azela Robinson, Cecilia Gabriela, César Bono y la primera actriz Raquel Pankowsky; además de la participación especial de Mane de la Parra como "Cachito".

## Sinopsis
El tema de la historia trata sobre un exitoso futbolista mexicano que muere a temprana edad a causa de un error divino provocado por los ángeles, y estos lo remedian dándole al alma del joven un cuerpo nuevo, el cual es de un sacerdote y ahora esa la razón por la que tendrá conflictos en el amor y en la sociedad.
Adrián 'Cachito' Gómez es un atractivo y carismático futbolista con un futuro prometedor que está viviendo el mejor
momento de su vida, el cual comparte al lado de Renata Landeros joven y bella periodista deportiva quien es el amor de su vida. 'Cachito' morirá sorpresivamente cuando dos distraídos ángeles por un 'pequeño error', lo lleven a la antesala del cielo.
Al aclarar la confusión negociará su regreso a la Tierra, pero ésta será bajo condición de otro nombre y otro cuerpo.
'Cachito', ahora Salvador y sacerdote de profesión, hará todo lo posible por estar cerca de sus seres queridos y reconquistar a Renata,

## Elenco
- Maite Perroni - Renata Landeros
- Pedro Fernández - Padre Salvador Santillán / Adrián Gómez Obregón "Cachito"
- Mane de la Parra - Adrián Gómez Obregón "Cachito"
- Rafael Inclán - Ernesto Landeros "Pupi"
- Azela Robinson -  Teresa De Franco de Landeros "Teté"
- Cynthia Klitbo - Adela Silva de Salazar "Pachi"
- Jorge Poza - Fabio Montenegro
- Esmeralda Pimentel - Mara Magaña
- Cecilia Gabriela - Isabel Obregón Vda. de Gómez
- Pablo Lyle - Matías Salazar Silva / Matías Landeros Silva
- Sofía Castro - Sofía Salvatierra
- César Bono - Lucas
- Juan Carlos Barreto - Tristán Luna
- Raquel Pankowsky - Socorro "Coca" Obregón
- Adalberto Parra - Reynaldo Salazar
- Otto Sirgo - Gustavo Mendiola
- Adanely Núñez - Julia
- Eduardo España - Ariel
- Juan Carlos Colombo - Ezequiel
- Anahí Allué - María del Pilar "Pili"
- Ariane Pellicer - Orfe
- José Ángel Bichir - Guillermo "Memo"
- Alfredo Gatica - Darío Fernández
- Elizabeth Valdez - Diana Gómez Obregón
- Tony Balardi - Jaime "El Chambitas"
- Claudio Rocca - Alfonso "Poncho" Núñez''
- Adriana Goss - Gabriela "Gaby"
- Michelle González - Michelle "Mich"
- Eduardo Liñán - Adolfo Salvatierra
- Julio Arroyo - Lic. Jiménez
- Miguel Garza - Lic. Treviño
- Pedro Romo - Quiroz
- Jéssica Mas - Sonia Serrano
- Gemma Fernández - Gema
- Marcus Ornellas - Rockberto
- Jana Raluy - La Beauty
- Gabriela Zamora - Dora
- Guillermo Avilán - Jack
- Iván Caraza - Sergio
- Mercedes Vaughan
- Maya Mishalska
- Rogelio Báez
- Luis Fernando Zárate
- Luis Orozco
- Ronald Duarte
- Alejandro Durán
- Jorge Sánchez
- Jimena Álvarez
- Jorge Pietrasanta
- Evelyn Solares
- Alea Yólotl
- Marcela Morett
- Araceli Adame
- Floribel Alejandre
- Mario Beller
- Héctor Berzunza
- Nicolás Vanoni
- Lenny Zundel
- Samadhi Zendejas

## Premios y nominaciones
| Año  | Premio             | Categoría                     | Nominados          | Resultados |
| ---- | ------------------ | ----------------------------- | ------------------ | ---------- |
| 2013 | Premios TvyNovelas | Mejor actriz juvenil          | Esmeralda Pimentel | Nominada   |
| 2013 | Premios TvyNovelas | Mejor actor juvenil           | Pablo Lyle         | Nominado   |
| 2013 | Premios TvyNovelas | Mejor revelación femenina     | Sofía Castro       | Nominada   |
| 2013 | People en Español  | Mejor nuevo talento           | Sofía Castro       | Nominada   |
| 2014 | Premios Juventud   | La chica que me roba el sueño | Maite Perroni      | Nominada   |

### Premios Oye 2013
| Categoría                                                             | Nominado(a)     | Resultado |
| --------------------------------------------------------------------- | --------------- | --------- |
| Mejor Tema de Telenovela, Serie, Obra de Teatro o Película en Español | Pedro Fernández | Nominado  |

### TV Adicto Golden Awards
| Año  | Categoría            | Nominado         | Resultado |
| ---- | -------------------- | ---------------- | --------- |
| 2012 | Mejor primera actriz | Raquel Pankowsky | Ganadora  |

## Versiones
Hay varias películas de la misma temática, en las que se basa Cachito de cielo:
- Heaven Can wait (1978), película dirigida y protagonizada por Warren Beatty (traducida al español como El cielo puede esperar).
- Bésame en la boca (1995), película mexicana protagonizada por Paulina Rubio.
- Down to Earth (De vuelta a la tierra en español) (2001), con Chris Rock y Regina King.
- El cielo en tu mirada (2012), película mexicana protagonizada por Danna García, Mane de la Parra, Aislinn Derbez y Jaime Camil.